# شهرک صنعتی محلات
شهرک صنعتی محلات روستایی در دهستان باقرآباد بخش مرکزی شهرستان محلات استان مرکزی ایران است.

## جمعیت
بر پایه سرشماری عمومی نفوس و مسکن در سال ۱۳۹۵ جمعیت این روستا ۶۴ نفر (۳۳خانوار) بوده‌است.